# Spermophora peninsulae
Spermophora peninsulae là một loài nhện trong họ Pholcidae. Loài này được phát hiện ở châu Phi.